# 四川吊钟花
四川吊钟花（学名：Enkianthus sichuanensis）为杜鹃花科吊钟花属下的一个种。其种加词“sichuanensis”意为“四川的”。